# Olympische Sommerspiele 1952/Leichtathletik – Kugelstoßen (Frauen)

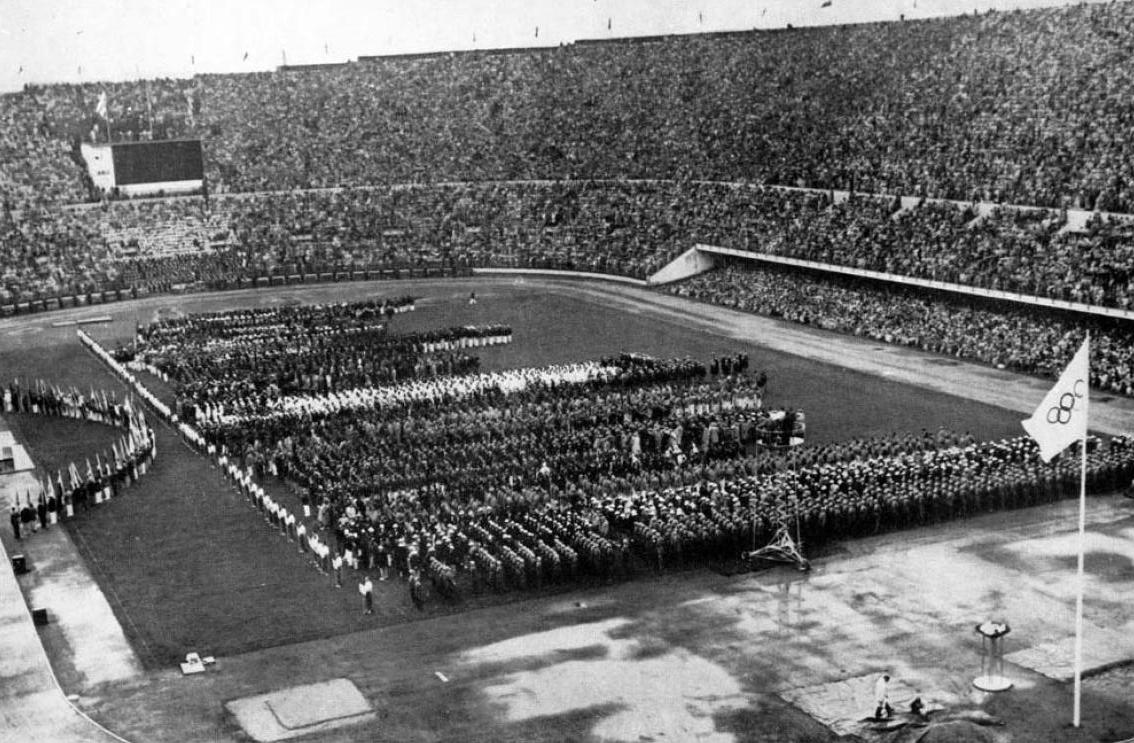
Eröffnungsfeier bei den Olympischen Spielen in Helsinki

Das Kugelstoßen der Frauen bei den Olympischen Spielen 1952 in Helsinki wurde am 26. Juli 1952 ausgetragen. Zwanzig Athletinnen nahmen teil.
Olympiasiegerin wurde Galina Sybina aus der Sowjetunion, die einen neuen Weltrekord aufstellte. Sie siegte vor der Deutschen Marianne Werner und Klawdija Totschonowa, ebenfalls UdSSR.

## Rekorde

### Bestehende Rekorde
| Weltrekord         | Anna Andrejewa ( Sowjetunion)      | 15,02 m | Ploiești         | 9. November 1950 |
| Olympischer Rekord | Micheline Ostermeyer ( Frankreich) | 13,75 m | Finale OS London | 4. August 1948   |

### Rekordverbesserungen
Der bestehende olympische Rekord wurde dreimal, der Weltrekord einmal verbessert:
- Olympischer Rekord
  - 13,88 m – Klawdija Totschonowa (Sowjetunion), Qualifikation am 26. Juli, erster Durchgang
  - 15,00 m – Galina Sybina (Sowjetunion), Finale am 26. Juli, erster Durchgang
  - 15,28 m – Galina Sybina (Sowjetunion), Finale am 26. Juli, sechster Durchgang
- Weltrekord
  - 15,28 m – Galina Sybina (Sowjetunion), Finale am 26. Juli, sechster Durchgang

## Durchführung des Wettbewerbs
Zwanzig Teilnehmerinnen traten am 26. Juli zu einer Qualifikationsrunde an. Als Qualifikationsweite waren 12,30 Meter gefordert. Vierzehn Athletinnen – hellblau unterlegt – erreichten diese Weite und waren für das Finale am Nachmittag desselben Tages qualifiziert. Da die Mindestzahl von zwölf Finalteilnehmerinnen damit überschritten war, musste das Finalfeld nicht weiter aufgefüllt werden.
Die in dieser Qualifikation erzielten Resultate wurden nicht für das Finale mitgewertet.
Im Finale hatten alle Teilnehmerinnen zunächst drei Versuche. Die sechs besten Athletinnen konnten dann drei weitere Stöße tätigen.

## Zeitplan
26. Juli, 10:00 Uhr: Qualifikation

26. Juli, 15:10 Uhr: Finale

## Legende
Kurze Übersicht zur Bedeutung der Symbolik – so üblicherweise auch in sonstigen Veröffentlichungen verwendet:
| – | verzichtet |
| x | ungültig   |

## Qualifikation
Datum: 26. Juli 1952, 10:00 Uhr
| Platz | Name                 | Nation                | 1. Versuch | 2. Versuch | 3. Versuch | Resultat | Anmerkung |
| ----- | -------------------- | --------------------- | ---------- | ---------- | ---------- | -------- | --------- |
| 01    | Klawdija Totschonowa | Sowjetunion           | 13,88 m OR | –          | –          | 13,88 m  | OR        |
| 02    | Gertrud Kille        | BR Deutschland        | 13,71 m    | –          | –          | 13,71 m  |           |
| 03    | Galina Sybina        | Sowjetunion           | 13,66 m    | –          | –          | 13,66 m  |           |
| 04    | Marianne Werner      | BR Deutschland        | 13,62 m    | –          | –          | 13,62 m  |           |
| 05    | Marija Radosavljević | Jugoslawien           | 13,15 m    | –          | –          | 13,15 m  |           |
| 06    | Magdalena Breguła    | Polen                 | 13,05 m    | –          | –          | 13,05 m  |           |
| 07    | Paulette Veste       | Frankreich            | 11,81 m    | 11,94 m    | 12,91 m    | 12,91 m  |           |
| 08    | Tamara Tyschkewitsch | Sowjetunion           | 12,76 m    | –          | –          | 12,76 m  |           |
| 09    | Eivor Olson          | Schweden              | 11,89 m    | 11,89 m    | 12,70 m    | 12,70 m  |           |
| 10    | Yvette Williams      | Neuseeland            | 11,26 m    | 12,64 m    | –          | 11,26 m  |           |
| 11    | Dorothea Kreß        | BR Deutschland        | 12,06 m    | 12,57 m    | –          | 12,64 m  |           |
| 12    | Jaroslava Křítková   | Tschechoslowakei      | 12,57 m    | –          | –          | 12,57 m  |           |
| 13    | Meeri Saari          | Finnland              | 12,57 m    | –          | –          | 12,57 m  |           |
| 14    | Nada Kotlušek        | Jugoslawien           | 12,35 m    | x          | 14,62 m    | 12,35 m  |           |
| 15    | Ingeborg Pfüller     | Argentinien           | 11,42 m    | 11,85 m    | 11,30 m    | 11,85 m  |           |
| 16    | Elżbieta Krysińska   | Polen                 | 10,76 m    | 10,71 m    | 11,50 m    | 11,50 m  |           |
| 17    | Gretel Bolliger      | Schweiz               | 11,29 m    | 10,84 m    | 11,48 m    | 11,48 m  |           |
| 18    | Janet Dicks          | USA                   | 10,82 m    | x          | 11,44 m    | 11,44 m  |           |
| 19    | Ingeborg Mello       | Argentinien           | 10,82 m    | 9,97 m     | 10,33 m    | 10,82 m  |           |
| 20    | Choi Myeong-suk      | Südkorea              | 10,54 m    | 10,32 m    | 10,76 m    | 10,76 m  |           |
| DNS   | Agnes Olsen          | Dänemark              |            |            |            |          |           |
| DNS   | Raayah Ron           | Israel                |            |            |            |          |           |
| DNS   | Lotte Haidegger      | Österreich            |            |            |            |          |           |
| DNS   | Olga Winterberg      | Israel                |            |            |            |          |           |
| DNS   | Esther Brand         | Südafrikanische Union |            |            |            |          |           |
| DNS   | Toyoko Yoshino       | Japan                 |            |            |            |          |           |

## Finale und Endergebnis
Datum: 26. Juli 1952, 15:10 Uhr
| Platz | Name                 | Nation           | 1. Versuch | 2. Versuch | 3. Versuch | 4. Versuch                                   | 5. Versuch                                   | 6. Versuch                                   | Endresultat | Anmerkung |
| ----- | -------------------- | ---------------- | ---------- | ---------- | ---------- | -------------------------------------------- | -------------------------------------------- | -------------------------------------------- | ----------- | --------- |
| 1     | Galina Sybina        | Sowjetunion      | 15,00 m OR | 14,58 m    | 14,04 m    | 14,55 m                                      | 14,33 m                                      | 15,28 m WR                                   | 15,28 m     | WR        |
| 2     | Marianne Werner      | BR Deutschland   | 13,89 m    | 13,91 m    | x          | x                                            | 14,04 m                                      | 14,57 m                                      | 14,57 m     |           |
| 3     | Klawdija Totschonowa | Sowjetunion      | 14,42 m    | x          | 14,50 m    | 14,11 m                                      | 14,06 m                                      | 14,35 m                                      | 14,50 m     |           |
| 4     | Tamara Tyschkewitsch | Sowjetunion      | 14,42 m    | 14,13 m    | 13,57 m    | 14,00 m                                      | 13,45 m                                      | 13,88 m                                      | 14,42 m     |           |
| 5     | Gertrud Kille        | BR Deutschland   | 000x       | 12,49 m    | 13,48 m    | 13,77 m                                      | 13,74 m                                      | 13,84 m                                      | 13,84 m     |           |
| 6     | Yvette Williams      | Neuseeland       | 12,27 m    | 11,54 m    | 13,35 m    | 12,68 m                                      | 12,28 m                                      | 11,73 m                                      | 13,35 m     |           |
|       |                      |                  |            |            |            |                                              |                                              |                                              |             |           |
| 7     | Marija Radosavljević | Jugoslawien      | 13,23 m    | x          | 13,20 m    | nicht im Finale der besten sechs Athletinnen | nicht im Finale der besten sechs Athletinnen | nicht im Finale der besten sechs Athletinnen | 13,20 m     |           |
| 8     | Meeri Saari          | Finnland         | 12,05 m    | 12,61 m    | 13,02 m    | nicht im Finale der besten sechs Athletinnen | nicht im Finale der besten sechs Athletinnen | nicht im Finale der besten sechs Athletinnen | 13,02 m     |           |
| 9     | Paulette Veste       | Frankreich       | 12,96 m    | 12,52 m    | 12,61 m    | nicht im Finale der besten sechs Athletinnen | nicht im Finale der besten sechs Athletinnen | nicht im Finale der besten sechs Athletinnen | 12,96 m     |           |
| 10    | Magdalena Breguła    | Polen            | 000x       | 12,39 m    | 12,93 m    | nicht im Finale der besten sechs Athletinnen | nicht im Finale der besten sechs Athletinnen | nicht im Finale der besten sechs Athletinnen | 12,93 m     |           |
| 11    | Dorothea Kreß        | BR Deutschland   | 12,91 m    | 12,52 m    | 12,61 m    | nicht im Finale der besten sechs Athletinnen | nicht im Finale der besten sechs Athletinnen | nicht im Finale der besten sechs Athletinnen | 12,91 m     |           |
| 12    | Jaroslava Křítková   | Tschechoslowakei | 12,18 m    | 12,59 m    | 12,73 m    | nicht im Finale der besten sechs Athletinnen | nicht im Finale der besten sechs Athletinnen | nicht im Finale der besten sechs Athletinnen | 12,73 m     |           |
| 13    | Eivor Olson          | Schweden         | 12,46 m    | 11,28 m    | 12,05 m    | nicht im Finale der besten sechs Athletinnen | nicht im Finale der besten sechs Athletinnen | nicht im Finale der besten sechs Athletinnen | 12,46 m     |           |
| 14    | Nada Kotlušek        | Jugoslawien      | 11,98 m    | x          | 11,76 m    | nicht im Finale der besten sechs Athletinnen | nicht im Finale der besten sechs Athletinnen | nicht im Finale der besten sechs Athletinnen | 11,98 m     |           |

Die eigentliche Favoritin Tamara Tyschkewitsch konnte an ihre bisherige Leistungen nicht anknüpfen. Ihre Landsfrau Galina Sybina hingegen stieß die Kugel im Finale auf die Weltrekordweite von 15,28 m. Auch die ersten beiden Versuche (15,00 m und 14,58 m) hätten für die Goldmedaille gereicht. Sybina war die einzige Teilnehmerin, die die 15-Marke-Marke übertraf. Die Deutsche Marianne Werner gewann deutlich dahinter die Silbermedaille. Bronze ging an die sowjetische Athletin Klawdija Totschonowa.
Galina Sybina war die erste sowjetische Olympiasiegerin im Kugelstoßen der Frauen.

Marianne Werner gewann die erste deutsche Medaille in dieser Disziplin.

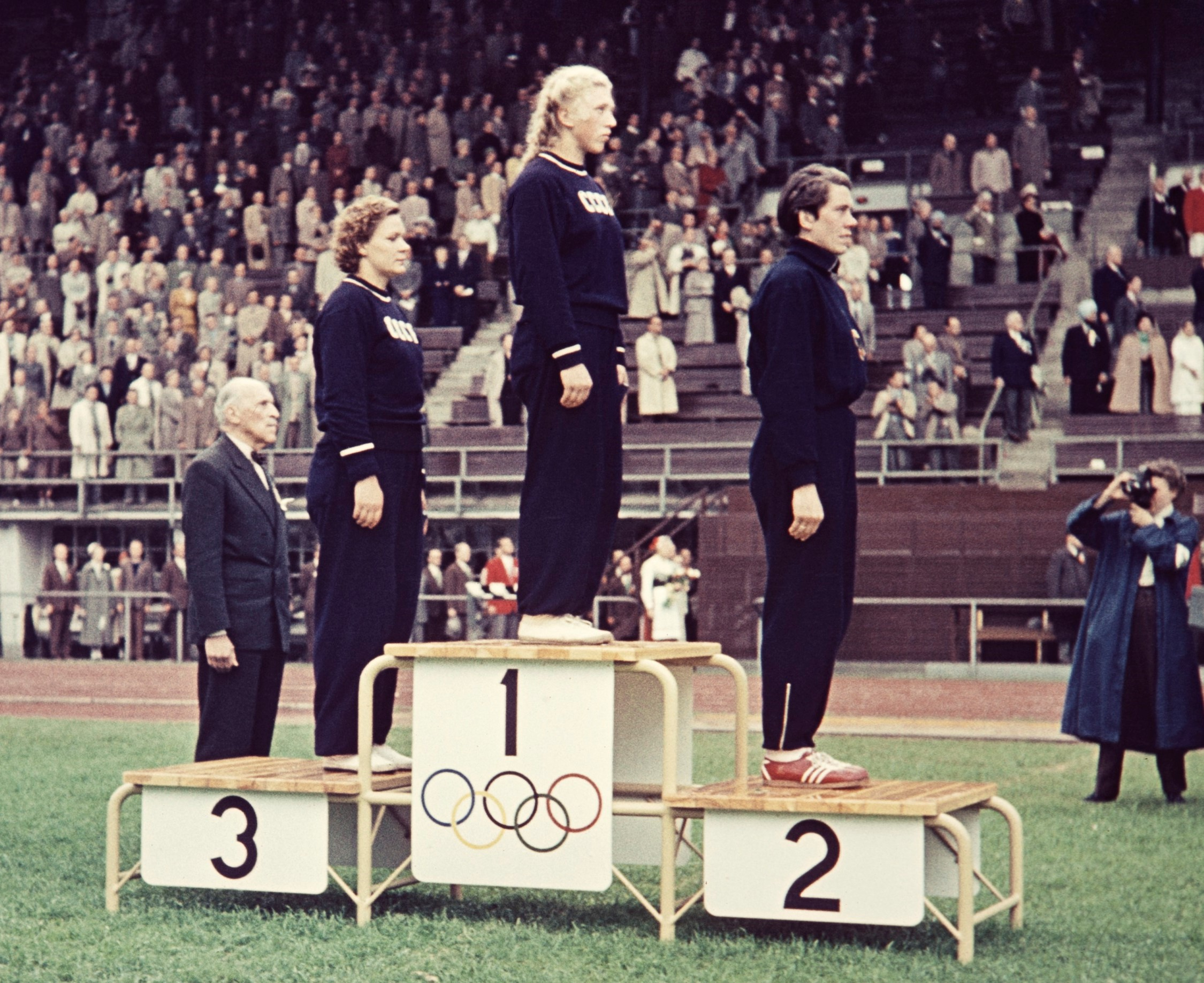
Siegerehrung Kugelstoßen (v. l. n. r.): Klawdija Totschonowa, Galina Sybina, Marianne Werner
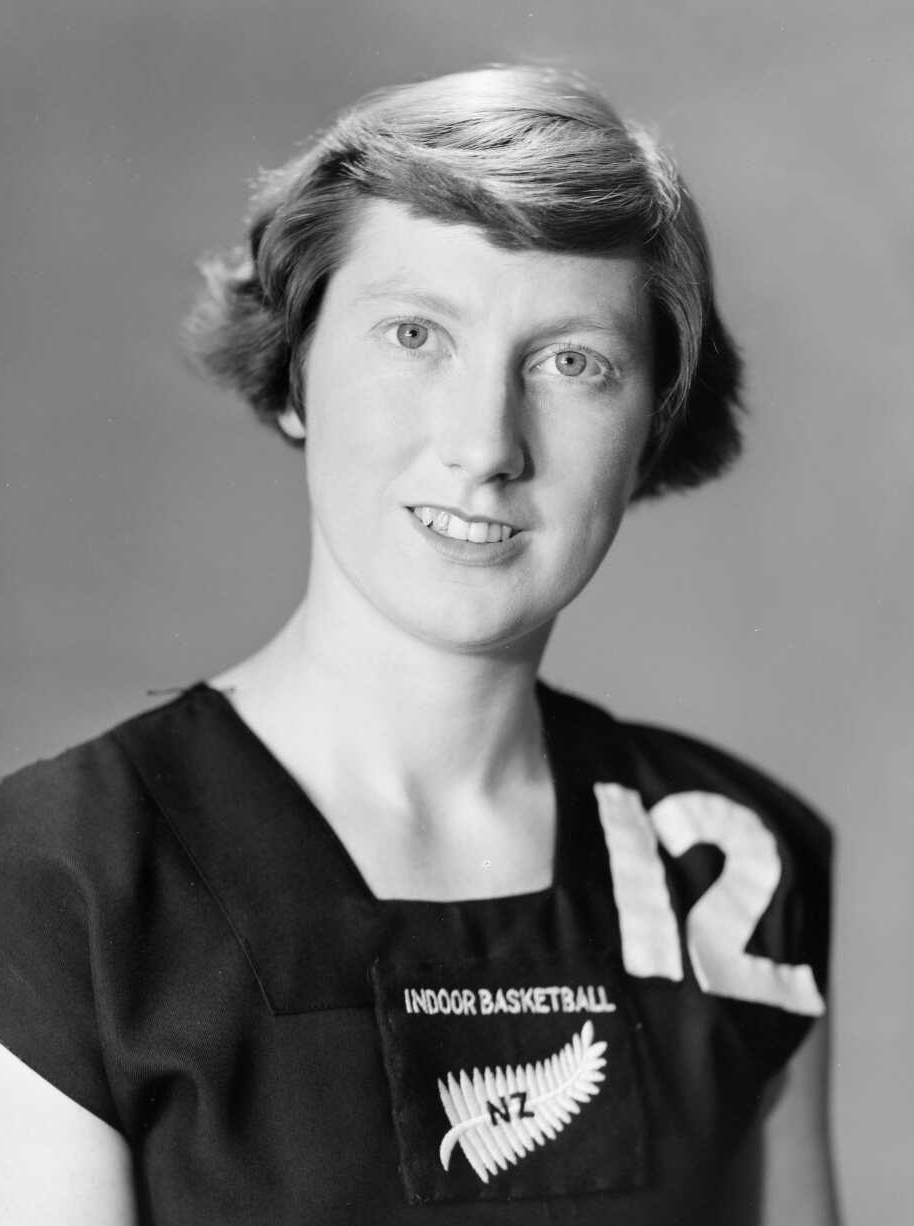
Weitsprung-Olympiasiegerin Yvette Williams belegte im Kugelstoßen Rang sechs
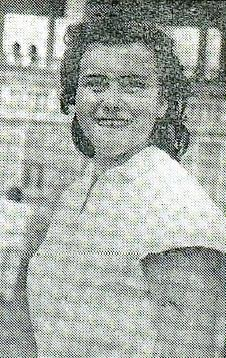
Nada Kotlušek erreichte im Finale Platz vierzehn

## Video
- Helsinki 1952 | GALINA ZYBINA | Shot Put | Athletics | Olympic Summer Games |5, youtube.com, abgerufen am 11. August 2021